# Dasycrotapha pygmaea
El timalí pigmeo (Dasycrotapha pygmaea) es una especie de ave paseriforme de la familia Zosteropidae endémica de Filipinas. 

## Distribución y hábitat
Se encuentra únicamente las islas de Sámar y Leyte, pertenecientes a las Bisayas orientales. Su hábitat natural son los bosques húmedos tropicales. Está amenazado por la pérdida de hábitat.

## Taxonomía
Anteriormente se consideraba conespecífico de timalí de Mindanao (D. plateni), pero en la actualidad se consideran especies separadas. Ahora se clasifica en el género Dasycrotapha, pero en el pasado se clasificó en los géneros Stachyris y Sterrhoptilus